# روباه پرنده ادمیرلتی
روباه پرنده ادمیرلتی (نام علمی: Pteropus admiralitatum) نام یک گونه از سرده روباه پرنده است.